# Htilominlo-Tempel
Koordinaten: 21° 10′ 43″ N, 94° 52′ 45″ O

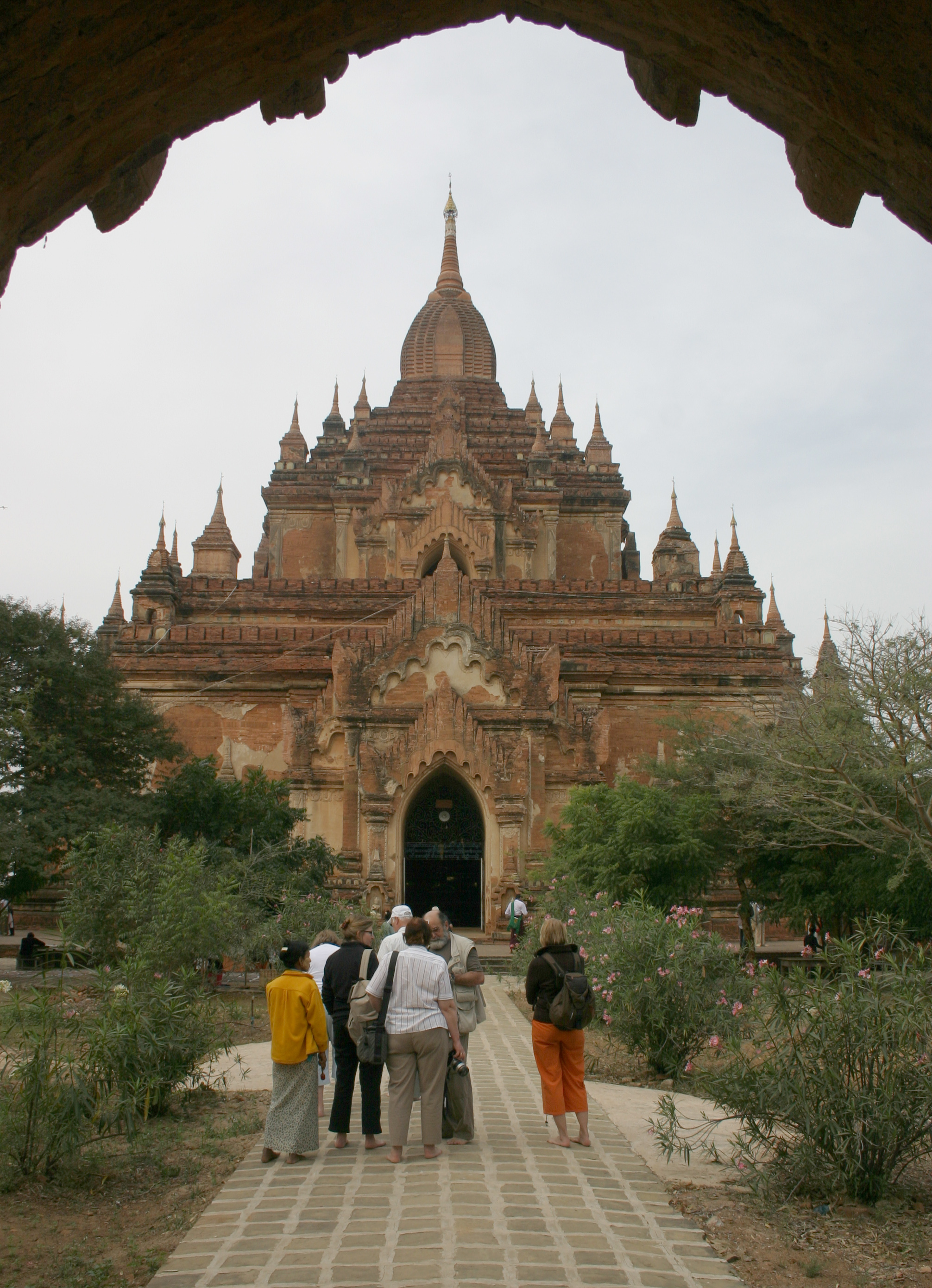
Gesamtansicht

Der Htilominlo-Tempel, Hti-lo-min-lo, (Nr. 1812), ist ein buddhistischer Tempel in Bagan im Norden von Myanmar. Er wurde unter König Nandaungmya (reg. 1211–1230) in den ersten Jahren seiner Regierungszeit vollendet und ist damit einer der letzten großen, in Bagan gebauten Tempel.
Der Tempel ist 46 m hoch, seine quadratische Basis hat eine Seitenlänge von 43 m. Im Erdgeschoss und im ersten Stock stehen je vier Buddhastatuen, die in die vier Himmelsrichtungen schauen. Auf beiden Stockwerken sitzen jeweils drei zurücktretende Terrassen, deren Eckpunkte mit kleinen Stupas verziert sind. Den oberen Abschluss bildet ein Shikhara mit vergoldetem Hti (burmesisch: Schirm). Ihre Namen beziehen Tempel und König aus dem Wahlverfahren, dem Nandaungmya (auch Htilominlo genannt) sein Königtum verdankt: Sein Vater Narapatisithu versammelte seine fünf Söhne um einen weißen Schirm; derjenige wurde zum Kronprinzen erwählt, zu dem sich der Schirm hinneigte. Angeblich fand die Wahl an dem Ort statt, wo jetzt der Htilominlo-Tempel steht.